# Arthur Kempel
Arthur Kempel (2 agosto 1945 – 3 marzo 2004) è stato un compositore statunitense.
Ha composto musiche per film, serie televisive e documentari, tra cui: Double Impact - Vendetta finale, Oltre le linee nemiche e Le inchieste di Padre Dowling.

## Filmografia parziale

### Cinema
- Grido nella foresta (A Cry in the Wild), regia di Mark Griffiths (1990)
- Double Impact - Vendetta finale (Double Impact), regia di Sheldon Lettich (1991)
- The Arrival, regia di David Twohy (1996)
- Oltre le linee nemiche (Behind enemy lines), regia di Mark Griffiths (1997)

### Televisione
- Falcon Crest - serie TV, 5 episodi (1982-1984)
- Ai confini della realtà (The Twilight Zone) - serie TV, 2 episodi (1986)
- Troppo forte! (Sledge Hammer!) - serie TV, 1 episodio (1986)
- Le inchieste di Padre Dowling (Father Dowling Mysteries) - serie TV, 12 episodi (1989-1991)
- I favolosi Tiny (Tiny Toon Adventures) - serie TV d'animazione, 4 episodi (1990-1992)
- Un detective in corsia (Diagnosis: Murder) - serie TV, 8 episodi (1994-1997)